# Риченго
Ричѐнго (на италиански: Ricengo, на местен диалект: Risènch, Рисенк) е село и община в Северна Италия, провинция Кремона, регион Ломбардия. Разположено е на 86 m надморска височина. Населението на общината е 1746 души (към 2017 г.).